# Silba (Zadar)
Silba je najveće naselje na otoku Silbi. 
Sjedište je poštanskog ureda broja 23295.
Kao jedino naselje na otoku izuzev uvale Paprenica na sjeverozapadu otoka koja ima 12-ak kuća, naselje Silba nalazi se na polovici otoka u najužem dijelu "osmice", gledana iz zraka Silba, otok, ima oblik broja osam, tako da je mjesto okrenuto moru sa zapadne i istočne strane.
 
Na zapadu se nalazi u uvali Žalić, a na istoku u uvali/lučici Silbi. Mjesto ima oko 290 stalnih stanovnika dok dolaskom gostiju u ljetnim mjesecima stanovništvo otoka naraste za nekoliko tisuća.
Poznato je po brodovlasnicima i pomorcima.
U 18. stoljeću Silba je imala vlastitu trgovačku flotu svih vrsta plovidaba (male i velike obalne, te duge).

## Stanovništvo
Prema popisu stanovništva iz 2011. godine, naselje je imalo 292 stanovnika.
| broj stanovnika | 1559  | 1272  | 1387  | 1120  | 1100  | 929   | 929   | 747   | 514   | 444   | 397   | 339   | 198   | 221   | 265   | 292   | 344   |
|                 | 1857. | 1869. | 1880. | 1890. | 1900. | 1910. | 1921. | 1931. | 1948. | 1953. | 1961. | 1971. | 1981. | 1991. | 2001. | 2011. | 2021. |

## Poznate osobe
- Ton Smerdel, hrvatski latinist, klasični filolog, prevoditelj, hrvatski pjesnik, esejist, kritičar, pisac ogleda, profesor i pjesnik latinist
- Niko Žiška, svećenik, orguljaš i orguljar[5]